# Sergeac
Sergeac é uma comuna francesa na região administrativa da Nova Aquitânia, no departamento Dordonha. Estende-se por uma área de 10,4 km². Em 2010 a comuna tinha 217 habitantes (densidade: 20,9 hab./km²).